# Ахмад-хан II Мехтулінський
Ахмад-хан II (*д/н —1797) — мехтулінський хан з 1733 до 1749 року, шамхал Дагестану з 1744 до 1797 року. Відомий також як Хаджа-Ахмад-хан або Ахмадхан-Аджі-хан.

## Життєпис
Походив з династії Кара-Мехті. Стосовно дати та місця народження немає відомостей. Був сином Умма-хана. Рано втратив батька, тому коли у 1733 році помер мехтулінський хан Мехті III, дід Ахмад-хана, він успадкував владу над ханством. Ще до того оженився на Пері Джахан-біке, доньці Ахмед-хана II, уцмія Кайтагського. Із самого початку намагався налагодити гарні стосунки з потужними державами — Російською імперією та Османською імперією. Водночас зробив кроки щодо встановлення союзницьких відносин з державами Дагестану.
У 1735 році до володінь Ахмад-хана вдерлися перські війська, які спалили декілька аулів. Зрештою було укладено мирний договір з перським володарем Надір-Шахом Афшаром, за яким Ахмад-хан отримав подарунки та повернення полонених мехтулінців. Натомість мехтулінський хан визнав залежність від Персії. Скориставшись цієї угодою Надір-шах у 1736 році підкорив 
Газікумухське ханство.
У 1741 році Надір-шах на чолі із 150-тис. армією знову рушив до Дагестану, маючи намір підкорити Аварське нуцальство. В цих обставинах Ахмад-хан II вирішив боротися проти перських загарбників. Для впевненості у боротьбі звернувся до російського комендата Кизляра, але не отримав допомоги. Тому було створено союз з аварцями. В той час як частина перської армії на чолі із Надір-шахом виступила проти Сурхая, хана Казікумухського, інша амрія на чолі із мінбаші Лютфі-Алі-ханом, топбаші Джаліл-ханом і Хайдар-беком, пройшовши рівнину Дагестану, вступила в Мехтулінське ханство, де Ахмад-хан зі своїми загонами чинив їм опір, але під натиском артилерії і чисельної переваги сил противника відступив до Аймакінської ущелини.
Резиденція Мехтулінськіх ханів — Нижній Дженгутай, де знаходилася ханська фортеця-замок, — зазнав розгрому. Багато села ханства були розорені. Також були розорені селища сучасного Буйнакського і Левашінського районів. Після цього сардар Лютфі-Алі-хан та інші іранські військовики зупинилися поблизу Аймакінської ущелини.
В цей час прийшла звідстка про поразку та капітуляцію Сурхая, казікумухського хана, а потім Ахмад-хана, кайтагського уцмія. Проте Ахмад-хан Мехтулінський вирішив продовжувати боротьбу, бажаючи протидіяти наміру перського шаха залучити до свого війська 20 тис. вояків та пересилити усіх чоловіків-дагестанців до Персії.
Натомість Надір-шах з 52 тис. вояків рушив до Андалала, де накопичувалися війська Муртазалі і Магомед-хана Казикумухських і Магомеда, нуцала Аварського. Сардар Лютфі-Алі-хан, отримав наказ шаха негайно прибути в Андалал з півночі. Лютфі-Алі-хан на чолі 24-тисячної армії, виконуючи наказ шаха, попрямував у бік Андалала. Шлях його пролягав через Аймакінську ущелину. Під час проходження цієї перської армії через ущелину горці під командуванням Ахмед-хана влаштували засідку, застали персів зненацька і завдали їм страшної поразки.
В місцевості Койлюдере (Койсу-дере, долина річки Сулак, на території сучасного Буйнакського району) була здобута перемога над загонами Ата-хана Афганського, Гайдар-хана, Мухаммед-Яр-хана і Джаліл-хана (загалом 10 тис.). Серед убитих був знайдений і труп Джаліл-хана. Решта перських військовиків врятувалися втечею з незначною частиною своїх військ. Було захоплено 19 гармат. Після цього Ахмад-хан II рушив до Андалала, де отримав загальне керівництвом над військовими загонами дагестанців.
Вирішальнабитва відбулася на великій території селищ Мегеб, Согратль, Чоха, Урі, Бухти. Вступивши на територію гірського суспільства Андалал, перська армія розосередилася і зайняла свої позиції, але опинилася у вузькій місцині, фактично у безвиході. Спроба перетягнути на свій бік аварських військовиків або Ахмад-хана, проте марно. Після цього Надір-шах віддав наказ атакувати селища Андалалського суспільства. Битва розпочалася з нападу шахських військ на селища Мегеб, Согратль, Чох, Урі, Бухти. Генеральна битва, на п'ятий день кровопролитного побоїща, розгорнулося біля селища Чох, де Надір-шах відправив у бій свій останній резерв. У цей момент Ахмед-хан Мехтулінський особисто виставив всі свої сили проти Надір-шаха і в запеклому бою здобув блискучу перемогу.
Під час відступу Надір-шаха через Капкайську ущелину, що поблизу села Башликент, Ахмед-хан II та уцмій Ахмад-хан Кайтагський (залишив персів), влаштувавши засідку, раптово атакували перський загін на марші і завдали їм нищівної поразки. У підсумку до Дербента дісталися не більше 100 вояків. Переможці захопили багато цінних речей, а також увесь обоз шаха, його намет і частину гарему. У підсумку з 150 тис. у Надір-шаха залишилося лише 27 тис. вояків.
За ці успіхи Ахмад-хан отримав від Османської імперії почесне звання сілах-шур та 99 тис. золотих курушей. У 1743 році Ахмад-хана II було запрошено до Карсу і звідти до Стамбулу, де був прийнятий османським султаном Махмудом I, який присвоїв його звання «мір-і-мірана» (бейлербея) та давши фірман на управління Тарковським ханством (останнє, щоправда, після скарг Хасбулата Тарковського було скасовано). У 1744 році османським двором було прийнято рішення про відновлення шамхальського титулу, скасованого після заслання шамхала Аділь-Герея Тарковського, яке було надано Ахмад-хану.
У 1749 році з невідомих причин зрікся звання Мехтулінського ханства, передавши синові Мехті, проте залишив собі звання шамхала Дагестану. Через декілька років хдійснив паломництво (хадж) до Мекки. Тому став зватися Хадж-Ахмад-хан (або Ахмадхан-Аджі-хан). Ставкою шамхала Хадж-Ахмад-хана став Верхій Дженгутей. Він зберігав вплив на урядування в Мехтулінському ханстві за часи сина Мехті IV.
Після 1773 року його влада шамхала стала номінальною. Ахмад-хан користувався повагою до самої смерті у 1797 році.